# Stéphane Pallez
Stéphane Pallez, née le 23 août 1959 à Paris, est une haute fonctionnaire et dirigeante d'entreprise française. Elle est actuellement présidente-directrice générale de la Française des jeux (FDJ) et présidente du conseil d'administration du Conservatoire national supérieur de musique et de danse de Paris.

## Biographie

### Formation
Stéphane Pallez a été diplômée de Sciences Po en 1980 et de l'ENA en 1984.

### Carrière
Elle commence sa carrière à la direction du Trésor, où elle est affectée en tant qu'administrateur civil en 1984 aux côtés de Martine Latare. Elle y demeure jusqu'en 2004. De 1988 à 1990, elle est administrateur suppléant représentant la France à la Banque mondiale à Washington avant de devenir, de 1991 à 1993, conseiller technique au cabinet de Pierre Bérégovoy, alors ministre d'État, ministre de l'Économie, des Finances et du Budget, puis au cabinet de Michel Sapin au ministère de l'Économie et des Finances. De 1995 à 1998, elle est sous-directrice « Assurances » à la Direction du Trésor.
En 1998, elle devient sous-directrice chargée des « Participations de l’État », responsable des secteurs transport, énergie, hautes technologies et banque assurance (notamment Bull, Cogema, GDF Suez, Thomson Multimédia. À ce poste, elle pilote notamment plusieurs privatisations, telles que celles d'Air France, de Thomson ou du Gan.
En 2000, elle est nommée chef du service des affaires européennes et internationales, chargée de la préparation et des négociations liées aux sommets européens, du G7, des relations financières bilatérales et de l’aide au développement. En 2003, elle assure dans ce cadre la responsabilité de « sherpa finance » du président de la République Jacques Chirac lors de la préparation du G8 d'Évian.
De 2004 à 2011, Stéphane Pallez rejoint France Télécom Orange et est nommée Directrice financière déléguée.
En 2011, elle devient, sur proposition de la ministre des Finances Christine Lagarde, présidente-directrice générale de  CCR, entreprise de réassurance publique notamment chargée de la gestion du régime des catastrophes naturelles pour le compte de l'Etat.
Depuis novembre 2014, elle est présidente-directrice générale de la Française des jeux. Stéphane Pallez a mené une transformation majeure de l’entreprise, conjuguant croissance, digitalisation, innovation et engagement sociétal. En 2019, elle a conduit l’opération de privatisation par introduction en Bourse de FDJ. En 2024, FDJ s’est engagée dans une nouvelle étape décisive de son développement international avec l’acquisition de Kindred, l’un des principaux opérateurs européens du secteur.

### Autres fonctions
Stéphane Pallez exerce également des mandats d’administratrice de GDF Suez et de CNP-Assurances où elle préside le Comité d’Audit. Elle est aussi membre du Conseil de surveillance et du Comité d’audit d’EURAZEO.
Également membre du Conseil national du sport. Nommée le 19 septembre 2017 et jusqu'au 6 avril 2018 au titre du collège des membres associés en tant que personnalités qualifiées
En septembre 2020, elle est nommée présidente du conseil d'administration du Conservatoire national supérieur de musique et de danse de Paris.

### Vie privée
Son époux est François Auque, haut dirigeant au sein d'Airbus.

## Décorations
- Officier de l'ordre national du Mérite Elle est promue officier par décret du 15 mai 2015[8]. Elle était chevalier de l'ordre depuis le 3 mai 2004.

### Articles de journaux
- Laurent Thevenin, « Stéphane Pallez s'installe à la Française des jeux », Les Échos,‎ 10 novembre 2014 (lire en ligne, consulté le 25 juin 2015)
- Rédaction Challenges et AFP, « Et la nouvelle PDG de la Française des jeux est.. », Challenges,‎ 6 octobre 2014 (lire en ligne).
- Christophe Alix, « FDJ : Stéphane Pallez remporte la mise », Libération,‎ 6 octobre 2014 (lire en ligne).
- Denis Cosnard et Cédric Pietralunga, « Une femme, Stéphane Pallez, devrait prendre la tête de la Française des jeux », Le Monde,‎ 1er octobre 2014 (lire en ligne).
- Virginie Malingre et Laurent Mauduit, « Fortes turbulences dans les directions du ministère des finances », Le Monde,‎ 30 mars 2000 (lire en ligne).